# Horst Lecke
Horst Lecke (geboren 30. Juli 1927 in Hannover; gestorben 14. August 2006) war ein deutscher Kommunalpolitiker.

## Leben
Der zur Zeit der Weimarer Republik geborene Lecke begann sein politisches Engagement etwa zeitgleich mit der 68er-Bewegung, als er 1968 in den Rat der damals noch selbständigen Gemeinde Rethen an der Leine gewählt wurde, dem er bis 1974 angehörte. Nach der Verwaltungs- und Gebietsreform engagierte sich der Sozialdemokrat ab 1974 im Rat der Stadt Laatzen. Dort wurde er 1980 zum Laatzener Bürgermeister gewählt, ein Amt, das er bis 1991 ausübte. In seiner Amtsausführung zeichnete er sich „vor allem durch seine ausgleichende und mitmenschliche Art“ aus.
Gemeinsam mit Czesław Fiedorowicz, dem Bürgermeister der Stadt Gubin, sowie mit Bernd Balzarek, Bürgermeister der Stadt Guben, war Lecke Mitbegründer der Dreier-Städtepartnerschaft Gubin-Guben-Laatzen. Zudem war Lecke maßgeblich am Aufbau der Städtepartnerschaften mit der französischen Gemeinde Grand-Quevilly beteiligt.
Für seine Verdienste wurde Lecke 2001 mit der Verleihung der Ehrenbürgerrechte der Stadt Laatzen ausgezeichnet; eine Würdigung, die ihm auch die Stadt Gubin zuteilwerden ließ.
Horst Lecke lebte bis zuletzt in Rethen, wo er bis zuletzt seinen Lebensmittelpunkt hatte. Er starb 2006 im Alter von 79 Jahren und hinterließ eine Frau und eine Tochter.